# I'm Him
I'm Him è il secondo album del rapper statunitense Kevin Gates, pubblicato nel 2019.
| Recensione | Giudizio |
| ---------- | -------- |
| AllMusic   |          |

## Tracce
1. RBS Intro – 2:18 – CashMoneyAP, Go Grizzly
2. Icebox – 2:39 – Take a Daytrip, Russ Chell
3. By My Lonely – 2:10 – Invincible Beats
4. Bags – 2:30 – Flamey
5. Facts – 3:01 – Take a Daytrip, Blake Slatkin, Derrick Milano
6. Fatal Attraction – 2:49 – Take a Daytrip
7. Say It Twice – 2:41 – Roark Bailey, Aubrey Robinson, Derrick Milano
8. Walls Talking – 2:53 – Richie Souf
9. Let It Go – 3:26 – Invincible Beats
10. Face Down – 2:38 – DJ Chose
11. Push It – 3:00 – MD$, Fractious Frank, Mike Arrow, Derrick Milano
12. Have You Ever – 3:02 – Nick Mira, Taz Taylor, E-Trou
13. Pretend – 3:16 – Go Grizzly, Jon C.
14. What I Like – 2:45 – Beat by Jeff, Six7
15. Funny How – 2:57 – Yung Lan
16. Betta for You – 2:57 – Nard & B, XL Eagle
17. Fly Again – 4:06 – Yung Lan, Exotic Muzik

## Classifiche settimanali
| Classifica (2019)         | Posizione massima |
| ------------------------- | ----------------- |
| Canada                    | 28                |
| Stati Uniti               | 4                 |
| US Top R&B/Hip-Hop Albums | 3                 |